# カリカチュア

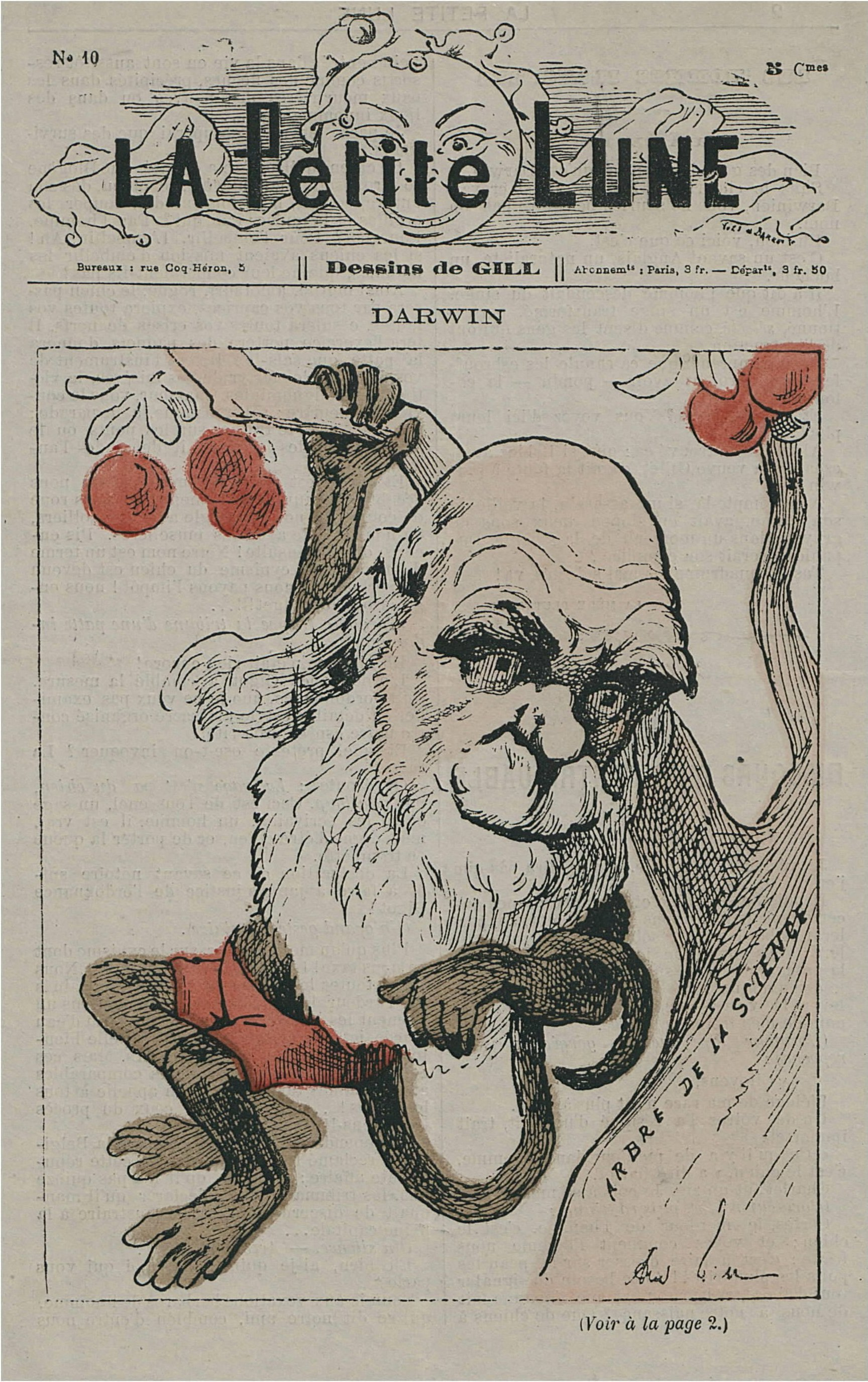
ダーウィンの進化論を揶揄するカリカチュア。（アンドレ・ジル画、1878年）

カリカチュア（英・仏: caricature、伊: caricatura、独: Karikatur）とは、人物の性格や特徴を際立たせるために（しばしばグロテスクな）誇張や歪曲を施した人物画（似顔絵）のこと。
滑稽や風刺の効果を狙って描かれるため、現在ではしばしば戯画、漫画、風刺画などと訳されまた同一視されるが、もともとは16世紀イタリアに出現したと考えられる（上のような）技法・画風を指して使われた言葉である（イタリア語で「荷を背負わす」「誇張する」を意味するcaricareが語源）。したがって本来は必ずしも風刺を含意するものではなく、また写実に徹した風刺画などはこの意味ではカリカチュアではない。
多くは絵画・イラストレーションなどグラフィックな形式において用いられるが、同種類の文学的な表現に関してこの言葉が使われる場合もある。
なお、「カリカチュアライズ」はcaricatureに接尾語izeを付けた和製英語で、人物の欠点などを誇張して面白おかしく描くこと（戯画化）を指す。このほか日本では、似顔絵制作サービスを営む団体や企業において、似顔絵全般の意味で「カリカチュア」を用いる例が見られる（例→）。

## 歴史

### 発祥

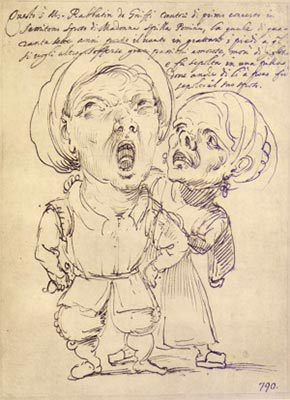
アンニーバレ・カラッチ作と見られるカリカチュア。16世紀ごろ。

滑稽や風刺を意図して描かれた戯画、風刺画、落書の類は、例えば古代エジプトのパピルスに描かれたや古代ギリシアの民衆風刺画から中世における悪魔を描いた戯画、日本の縄文時代における線刻戯画や法隆寺の天井に残された顔の落書きなど、洋の東西を問わず古くから見られるものであり（漫画#歴史も参照）、より後代においては人物の容姿を誇張したレオナルド・ダ・ヴィンチの素描や、果物などを組み合わせて肖像画を描いたアルチンボルドなどに近代的なカリカチュアの先駆的な例が見られるが、このような誇張表現が「カリカチュア」という言葉とともに自立するようになるのは16世紀後半以降のイタリアにおいてである。17世紀の美術史家フィリッポ・バルディヌッチは、『絵画用語事典』（1681年）において「カリカチュア」を以下のように定義している。「それはモデルの全体像の可能なかぎりの類似を目ざしたもので、冗談ないしは嘲笑を目的としてその人物のもつ欠点を故意に強調し、容貌の諸要素がすべて変形されているにもかかわらず、全体としてはその肖像がまさにモデルそのものであるように描かれた肖像画を指す」。
マニエリスムの流れの中でこのような手法を開拓し「カリカチュア」という言葉とともに初めて用いたのが、16世紀後半に活躍した画家アンニーバレ・カラッチとその画派ボローニャ派の画家たちであった。彼らは生真面目な画家仕事の合間に息抜きとして、いくつかのすぐれたカリカチュアを残している。イタリアではその後17世紀から18世紀にかけて、ジャン・ロレンツォ・ベルニーニ、ジャック・カロ、ティエポロ親子（ジャン・バッティスタとジャン・ドメニコ）、ピエール・レオーネ・ゲッツィらのデッサンや版画によってカリカチュアは大きく発展した。ベルニーニは1665年のフランス旅行の際に、その肖像画家としての腕前を披露したことによって影響を与え、カロのグロテスクな人物版画はカリカチュアの代名詞ともなった。ティエポロ親子は温和でコミカルな人物画を残し、ゲッツィはローマの美術愛好家たちの風刺的なカリカチュアを専門に描いてイギリスの画家たちにも影響を与えている。

### 政治諷刺の手段として

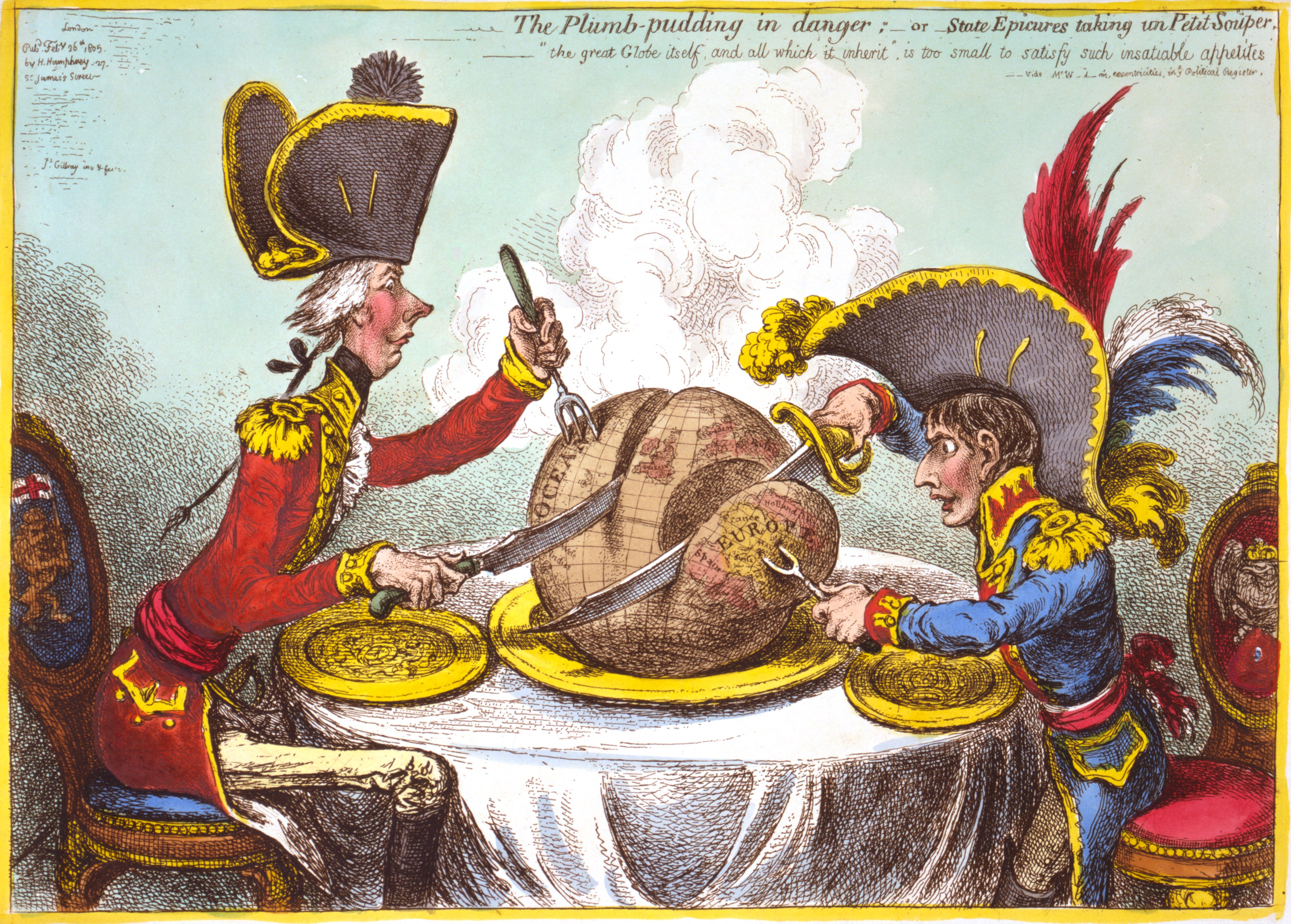
ジェイムズ・ギルレイ『プラム・プディングの危機』（1805年）世界を我が物顔に切り取ろうとする ナポレオン・ボナパルト（右）と小ピットを描く。

18世紀以降、特にイギリスとフランスではカリカチュアが政治風刺画の手段として普及するようになった。イギリスにカリカチュアが伝わるのはグランドツアーが流行した17世紀と考えられるが、18世紀の半ばのイギリスではまだウィリアム・ホガースによる、政治・風俗を題材とした細密で写実的な連作版画が大衆の評判をとっており、プロの画家たちはカリカチュアの手法を採用することを拒んでいた（ホガース自身も自分の作品を「カリカチュア」と見なされることを嫌っていた）。しかしホガースが没した1760年代より、アマチュアから波及してカリカチュアが流行しイギリスにおける風刺版画の主流を占めるようになる（カリカチュア革命）。その後に出たジェイムズ・ギルレイ、トマス・ローランドソンはナポレオンやフランスを風刺の対象として優れたカリカチュアを描いてイギリスの風刺画界を席巻し多くの模倣者を生み、その人気はジョージ・クルックシャンクへと受け継がれていった。
このような流行の変化にはまた版画技法の変化も伴っている。ホガースらの銅版画は熟練と長い作業時間を必要とするエングレーヴィングであったが、ギルレイやローランドソンらの銅版画はエッチングであり、より短い作業時間でまた躍動感のある線を表現することが可能であった。イギリスではこのような版画出版は1820年代に人気が衰え、風刺画は新聞・雑誌を中心とする時代に移行することになるが、この間に木口木版（幹を輪切りにして作る固い版）が新たな印刷技法として導入されることになる。1840年創刊の人気漫画雑誌『パンチ』もこの方法で印刷された雑誌であり、中流家庭向けに風俗や政治を題材としたカリカチュアを描いて成功を収めた。

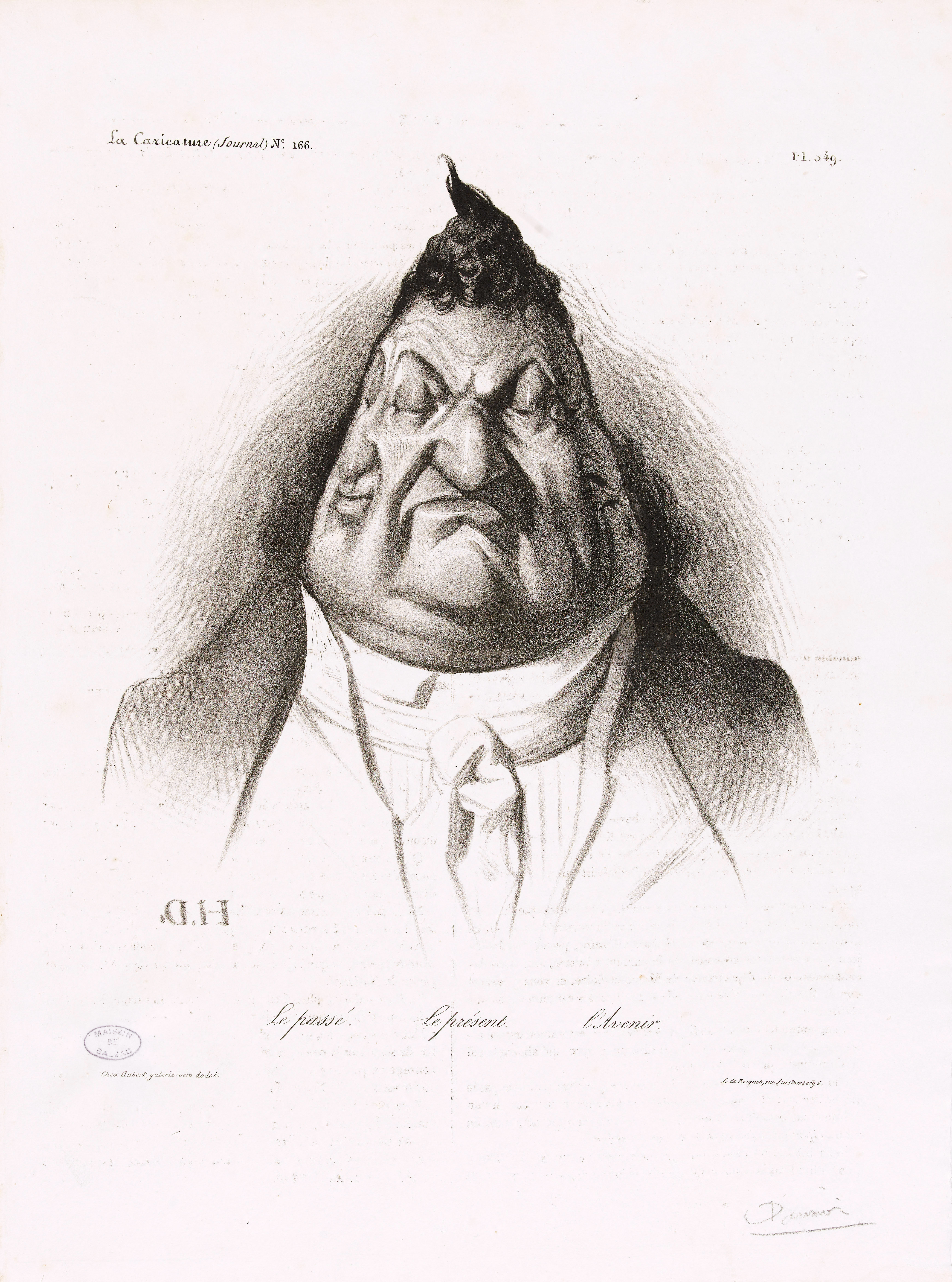
オノレ・ドーミエによる梨頭のフィリップ（『カリカチュール』1834年）

一方、フランスにおいてはリトグラフ（石版画）による印刷がこのような風刺刊行物の主流を占めた。リトグラフの技術はナポレオン戦争の終わりの1815年にイギリスから導入されたものであったが、シャルル・フィリポンはこの技術による週刊新聞『カリカチュール』を1830年に創刊し、当時のルイ・フィリップの失政を標的にして大衆の人気を攫った。特に評判を取ったのがルイ・フィリップの頭を梨に見立てるというアイディアで、フィリポンは自分のこのアイディアによるカリカチュアを画家に盛んに描かせて部数を拡大させ、1832年にフィリポンが創刊した日刊紙『シャリバリ』においても頻繁に登場させた。中でもオノレ・ドーミエはこの梨頭を多数描いて人気画家となり、これを用いた一枚物の版画『ガルガンチュア』（1831年）も大きな成功を収めるが、ドーミエはこのような過激な風刺が災いして罰金や懲役刑を受けることにもなった。
『シャリバリ』の人気はヨーロッパ中に普及し、イギリスにおける前述の『パンチ』やドイツの『フリーゲンデ・ブレッター』といった同種の新聞の発刊を促した。ドイツにおいてはヴィルヘルム・ブッシュによる幻想的な主題をもつカリカチュアが存在したが、1896年に創刊された風刺雑誌『ジンプリチシムス』が20世紀ドイツにおける先鋭的な政治風刺の牙城となり、またジョージ・グロス、オスカー・ココシュカなどが新しい美術の潮流の中で個性的なカリカチュアを描いている。

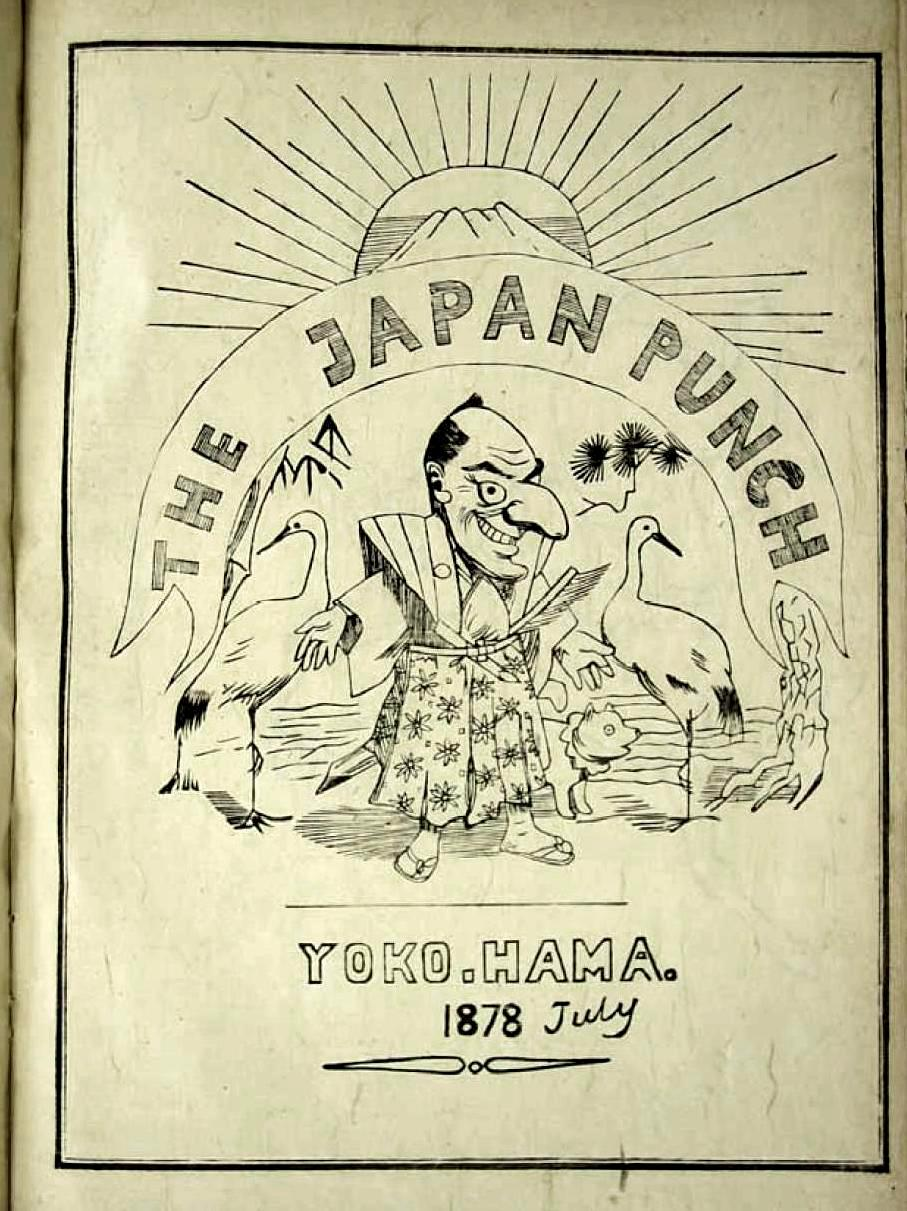
『ジャパン・パンチ』表紙に描かれた侍姿のパンチ氏（1878年）

一方、日本においては江戸時代に『鳥獣人物戯画』の作者鳥羽僧正の名を冠した鳥羽絵と呼ばれる略筆のスタイルが存在し、浮世絵師による多数の戯画・風刺画も書かれていたが、近代的なカリカチュアが日本人によって描かれるようになるのは明治時代以降である。幕末の1862年、在日イギリス人画家チャールズ・ワーグマンによって、居留外国人向けの風刺漫画雑誌『ジャパン・パンチ』が創刊されるが、本家イギリスの『パンチ』を模したこの雑誌の評判は日本人にも伝わり、明治に入ってからこの雑誌のスタイルを参考にした『絵新聞日本地（えしんぶんにっぽんち）』や『團團珍聞（まるまるちんぶん）』といった日本人による風刺雑誌が刊行され、特に後者で活躍した画家本多錦吉郎によって、それまでの日本にはなかった西洋風の風刺似顔絵のジャンルが開拓された。このような雑誌に掲載された時局風刺画は『パンチ』にちなんで「ポンチ絵」と呼ばれるようになり、とりわけ自由民権期に盛んに描かれた（日本の漫画の歴史も参照）。
カリカチュアは今日においても新聞・雑誌のエディトリアル・カートゥーンで見られるだけでなく、その後に登場したあらゆる複製メディアにおいて掲載が行われている。他方で現実的な対象の克明な描写から離れたカリカチュアの技法と画風は、ロドルフ・テプフェールの登場とそれに続く現代的なコマ割り漫画の登場を準備したとも考えられる。

## 主な作家
イタリア

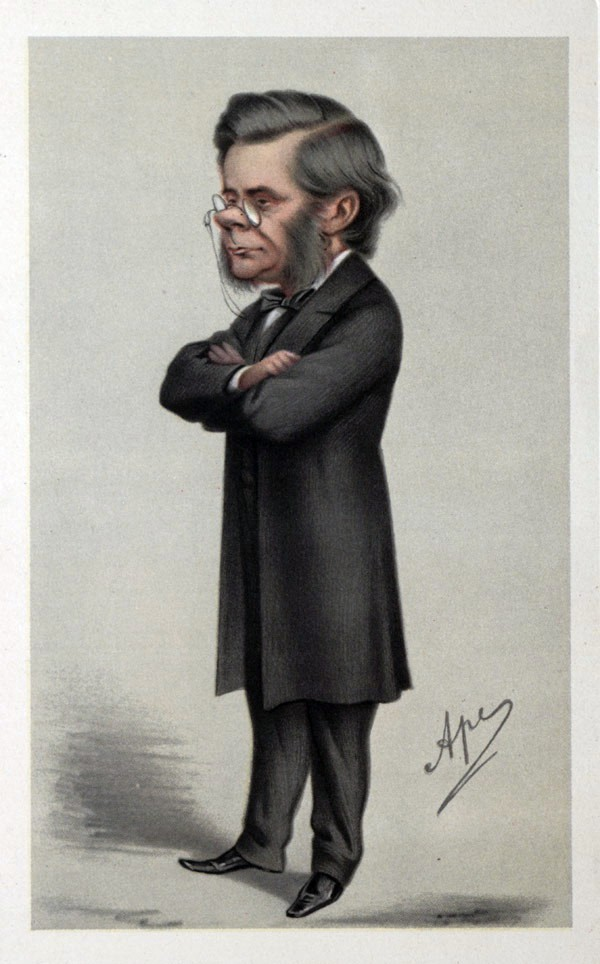
ペレグリーニよるT.H.ハクスリーのカリカチュア（1901年）

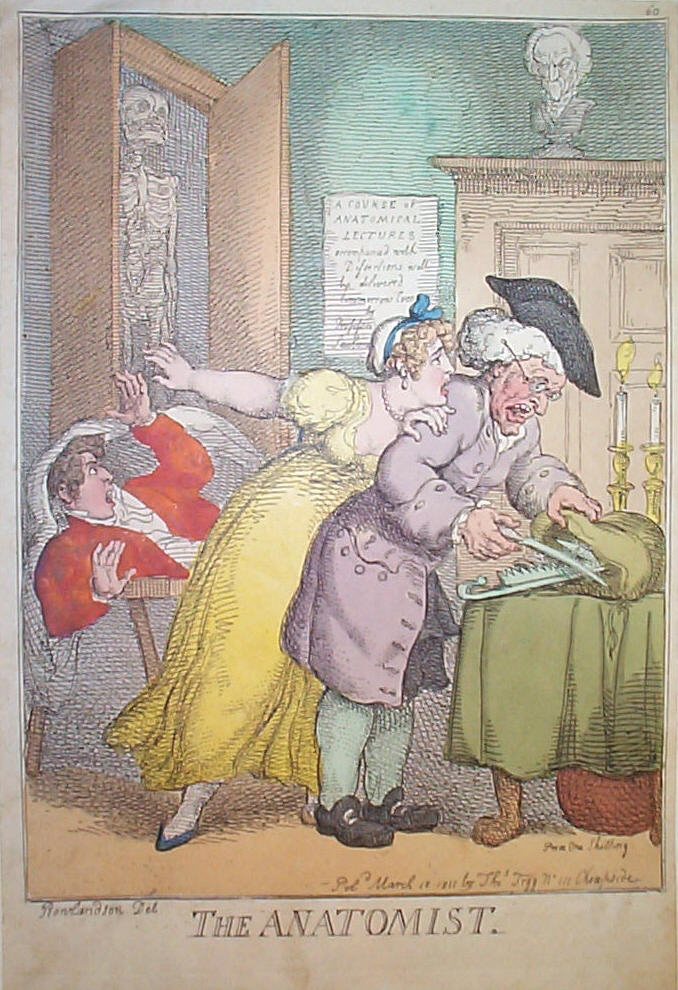
ローランドソン『解剖学者』（1811年）

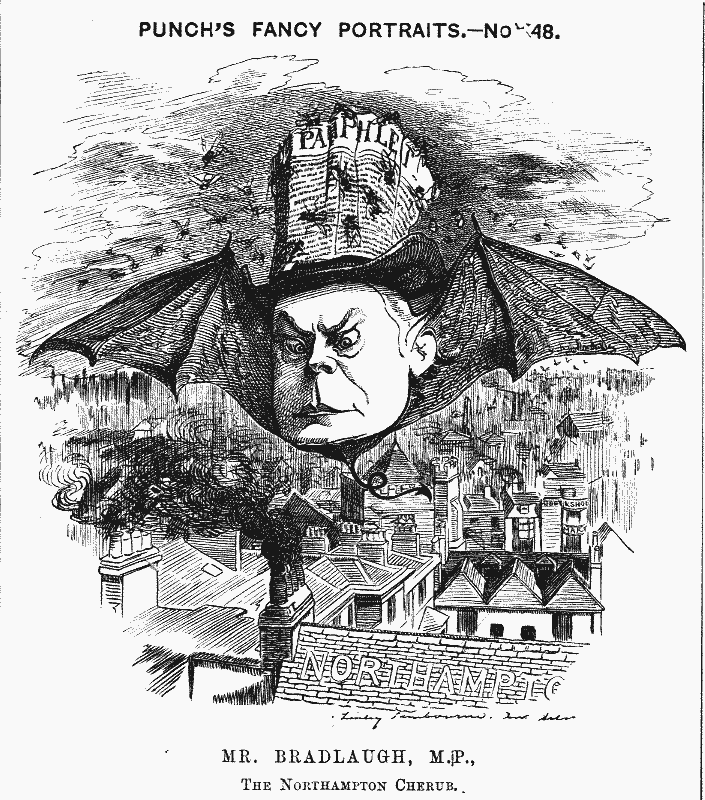
サンボーンによるC.ブラッドラフのカリカチュア（1881年）

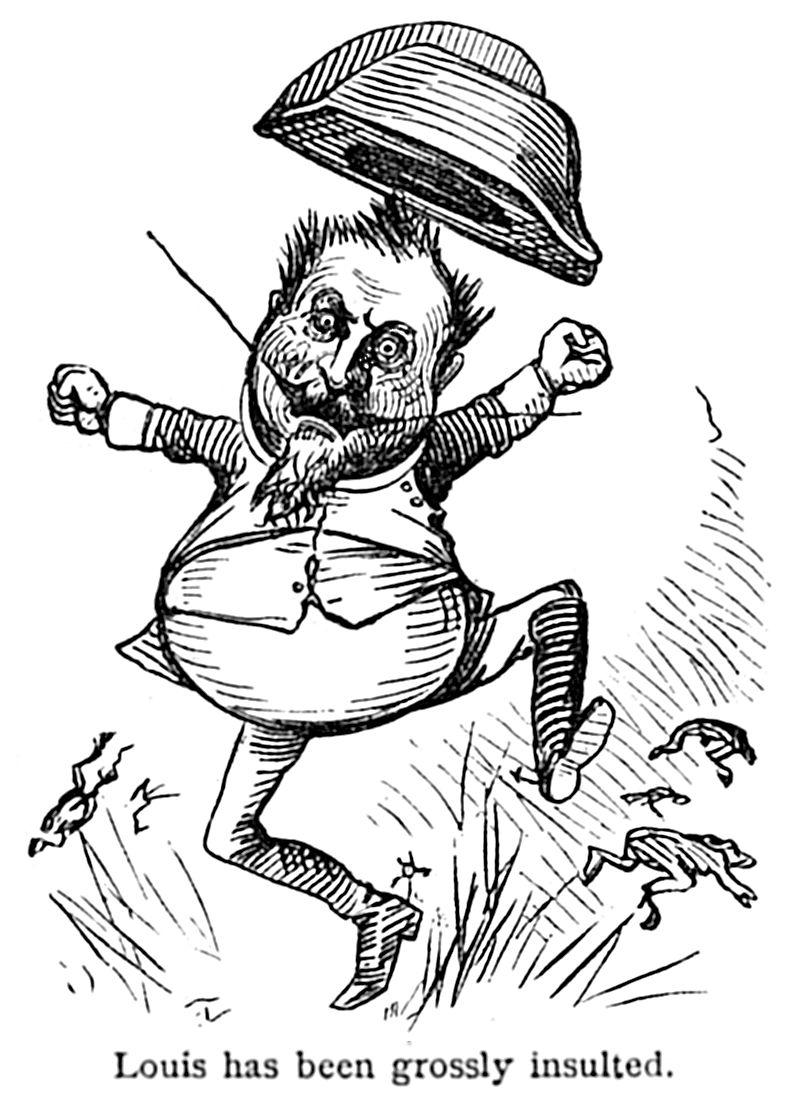
ナストによるナポレオン3世のカリカチュア（1871年）

- アンニーバレ・カラッチ（1560年 - 1609年）
- ジャン・ロレンツォ・ベルニーニ（1598年 - 1680年）
- ピエール・レオーネ・ゲッツィ（英語版）（1674年 - 1755年）
- メルキオッレ・デルフィーコ（1825年 - 1895年）
- カルロ・ペレグリーニ（1839年 - 1889年）

イギリス
- トマス・ローランドソン（1756年 - 1827年）
- ジェイムズ・ギルレイ (1756年 - 1815年)
- ジョージ・クルックシャンク（1792年 - 1878年）
- ジョン・リーチ（1817年 - 1864年)
- ジョン・テニエル（1820年 - 1914年）
- チャールズ・ワーグマン（1832年 - 1891年）
- エドワード・リンリー・サンボーン（英語版）（1844年 - 1910年）
- マックス・ビアボーム（英語版） （1872年 - 1956年）
- ラルフ・ステッドマン（英語版）（1936年 - ）

フランス
- ジャック・カロ（1592年 - 1635年）
- シャルル・フィリポン（1800年 - 1861年）
- J・J・グランヴィル（1803年 - 1847年）
- ポール・ガヴァルニ（1804年 - 1866年）
- オノレ・ドーミエ（1808年 - 1879年）
- アンドレ・ジル（1840年 - 1885年）
- ジョルジュ・ビゴー（1860年 - 1927年）

ドイツ・オーストリア
- ヴィルヘルム・ブッシュ（1832年 - 1908年）
- トーマス・ハイネ（1867年 - 1948年）
- マックス・ベックマン（1884年 - 1950年)
- オスカー・ココシュカ（1886年 - 1980年）
- ジョージ・グロス（1893年 - 1959年）

アメリカ合衆国
- トーマス・ナスト (1840年 - 1902年）
- アル・ハーシュフェルド (1903年 - 2003年）
- デイヴィッド・レヴィン（英語版） （1926年 - 2009年）
- モート・ドラッカー（英語版）（1929年 - ）

日本
- 小林清親（1847年 - 1915年）
- 本多錦吉郎（1851年 - 1921年）
- 田口米作（1864年 -1903年）
- 岡本一平（1886年 - 1948年）

その他
- トマース・パドロ（スペイン、1840年 - 1877年）
- ホセ・グアダルーペ・ポサダ（メキシコ、1852年 - 1913年）
- ルイ・ラーマーカース（英語版）（オランダ、1869年 - 1956年）
- ククルイニクスイ（英語版）（ロシア）3名の共有筆名。1924年より活動。
- アレックス・ガード（英語版） (ロシア、1900年 - 1948年）

## 関連文献
- 石子順『カリカチュアの近代』柏書房、1993年
- 林田遼右『カリカチュアの世紀』白水社、1998年
- トーマス・ライト（英語版）『カリカチュアの歴史』幸田礼雅訳、新評論、1999年